# Найден Шейтанов
Найден Христов Шейтанов е български философ, есеист и етнограф.

## Биография
Роден е през 1890 г. в Троян. Завършва гимназия в София, след което учи история и философия в Лайпцигския и Карловия университет. След връщането си в България преподава немски език в Първа софийска мъжка гимназия.
Автор е на есета, главно с народопсихологични и културологично съдържание, определяни от съвременни автори като „идиосинкретични конструкции, смесващи „народопсихология“, определена метафизика на националната история и доста мегаломанска версия на официалния български национализъм“. Той става и един от първите пропагандатори на фройдизма в България.
Шейтанов е сред първите изследователи на циганското малцинство в България, като студията му „Принос към говора на софийските цигани“, публикувана в „Известия на Етнографския музей“ през 1932 година, е смятана за първият български научен текст в тази област. През следващите години той публикува още няколко статии по темата и подготвя останал непубликуван текст, озаглавен „Циганите в България. Материали за техния фолклор, език и бит“, както и „Речник на циганския език“.
През междувоенния период пише за различни периодични издания, сред които „Златорог“, „Философски преглед“, „Просвета“ и други.
В студията си „Сексуалната философия на българина. Увод в нашия неофициален фолклор“ („Златорог“, 1932, №3) застъпва тезата за „силно еротична отсянка“ в манталитета на българина, за „български сексопантеизъм“, като се позовава на българския еротичен фолклор в най-широките му прояви – космогония, ономастика, битов и анималистичен фолклор, поговорки, заклинания и др.
Умира през 1970 година в София.